# Selo Inclinado
A série de selos Inclinados foi a segunda série de selos emitidos pelos Correios durante o período imperial. Foram lançados no dia 1 de julho de 1844, em substituição e complemento à série anterior, os Olhos de boi.
No valores de 10, 30, 60, 90, 180, 300 e 600 réis, eram de aparência simples, na cor preta, e não traziam a identificação do país emissor. Circularam por seis anos, até serem substituídos pela série de selos Verticais.
Alguns exemplares dos "Inclinados" alcançam cotação excelente no mercado filatélico, superando em valores por vezes até peças da série Olho-de-boi, mais famosa.
Os Inclinados de 180, 300 e 600 réis são considerados os selos mais raros do Brasil.

## Selos da Série Inclinados

Selos da série Inclinados
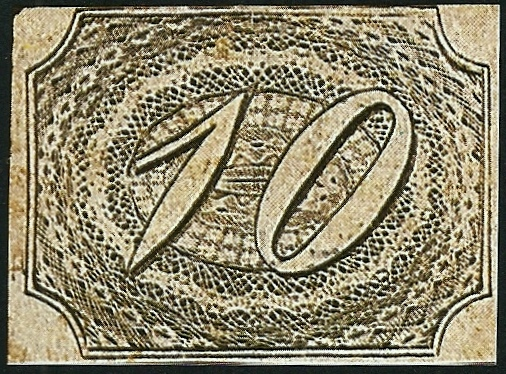
Selo Inclinados de 10 réis
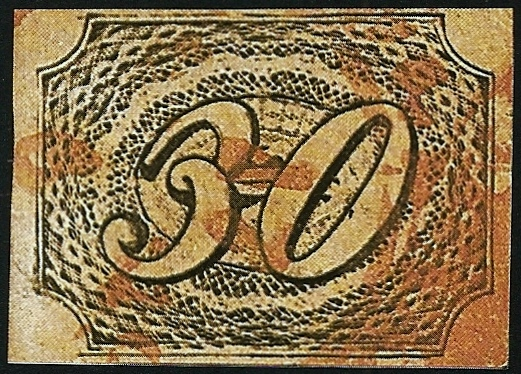
Selo Inclinados de 30 réis
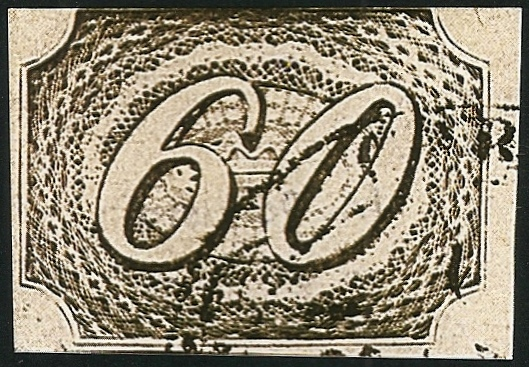
Selo Inclinados de 60 réis
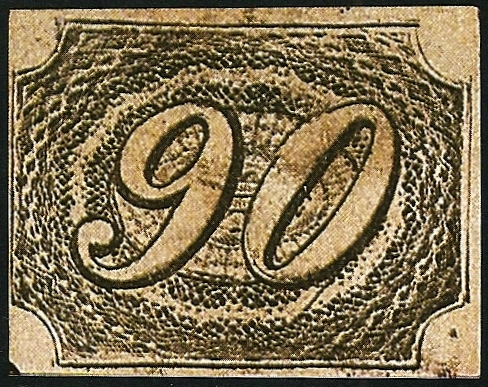
Selo Inclinados de 90 réis
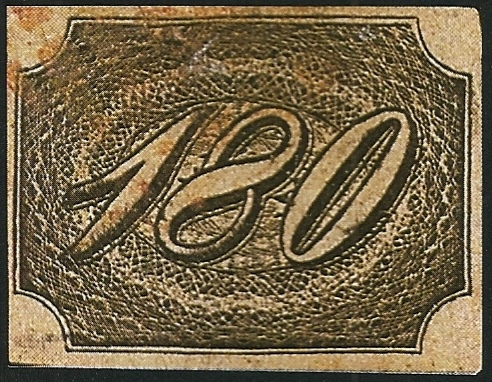
Selo Inclinados de 180 réis
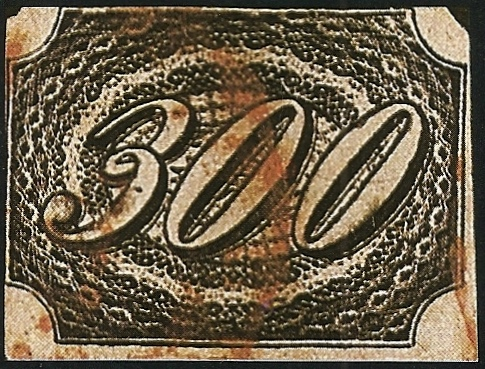
Selo Inclinados de 300 réis
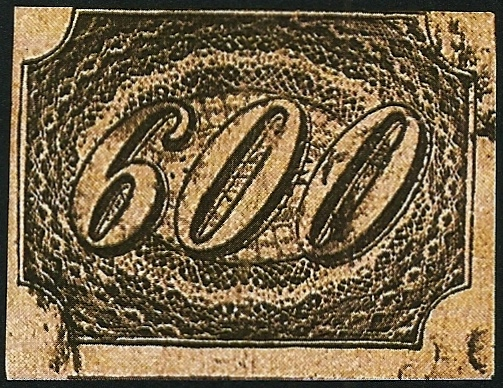
Selo Inclinados de 600 réis